# Palombara Sabina
Palombara Sabina település Olaszországban, Lazio régióban, Róma megyében. Lakosainak száma 12 873 fő (2023. január 1.). Palombara Sabina Guidonia Montecelio, Mentana, Montelibretti, Moricone, Sant'Angelo Romano, Monteflavio, Monterotondo és San Polo dei Cavalieri községekkel határos.

## Népesség
A település lakossága az elmúlt években az alábbi módon változott:
| Lakosok száma | 13 269 | 13 200 | 12 873 |
|               | 2015   | 2018   | 2023   |